# Rasmus Hansen
Rasmus Hansen, född 1861 i Odense, död 1914, var en av den stockholmska fackföreningsrörelsens tidiga ledare. 

## Biografi
Han föddes i Odense i Danmark och lärde sig till möbelsnickare. Efter några år i Köpenhamn och Kristiania kom han på sin gesällvandring till Stockholm 1885, och blev kvar där. Redan i Danmark hade han blivit fackligt aktiv, och han blev snabbt en av de framträdande i både Socialdemokratiska Föreningen och i möbelsnickarnas fackförening. Han blev ordförande där 1888, och hörde till initiativtagarna till Svenska Träarbetareförbundet, som bildades 1889. Hansen blev dess förste ordförande, ett uppdrag han skötte vid sidan av sitt ordinarie arbete på en snickerifabrik. 1894 blev han kassör och administrativt ansvarig på tidningen Social-Demokraten. Han var en ofta anlitad talare inom arbetarrörelsen i Stockholm, och var en av de relativt få manliga socialdemokrater som var aktivt engagerad för kvinnlig rösträtt.